# Srokacz szary

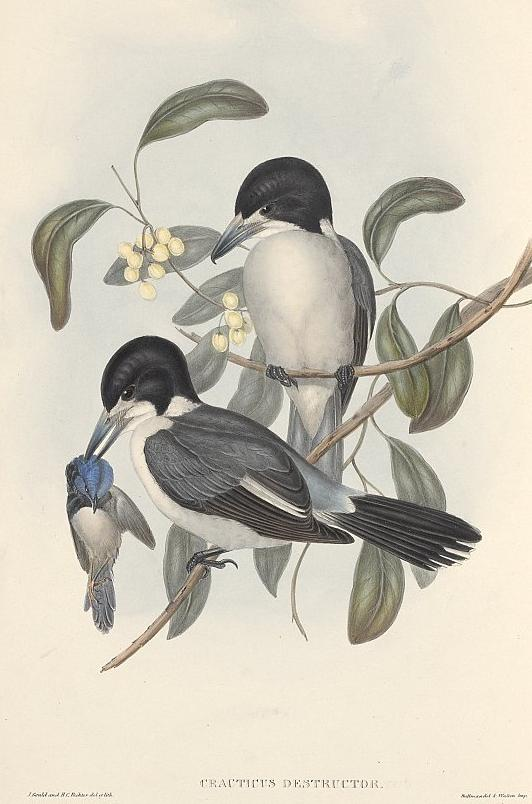
Ilustracja przedstawiająca srokacza szarego z książki The birds of Australia Johna Goulda

Srokacz szary (Cracticus torquatus) – gatunek średniej wielkości ptaka z rodziny ostrolotów (Artamidae). W języku Aborygenów zwany jest Wãd-do-wãd-ony. Występuje w Australii.

## Systematyka
Takson ten został opisany przez angielskiego ornitologa Johna Lathama, zależnie od źródła w 1801 lub 1802 roku. Autor nadał gatunkowi nazwę Lanius torquatus, zaliczając go tym samym do dzierzb. Obecnie gatunek ten umieszczany jest w rodzaju Cracticus w rodzinie ostrolotów. Drugi człon nazwy naukowej, torquatus, jest męskim rodzajem łacińskiego przymiotnika oznaczającego kogoś ozdobionego naszyjnikiem. Odnotowywane były hybrydy ze srokaczem czarnogardłym (C. nigrogularis). Niekiedy, razem ze srokaczem czarnogrzbietym (C. mentalis), wydzielany był do osobnego rodzaju, Bulestes.
Obecnie wyróżnia się 3 podgatunki srokacza szarego:
- Cracticus torquatus torquatus (Latham, 1802) – południowo-wschodnia Australia
- Cracticus torquatus leucopterus Gould, 1848 – zachodnia, południowa i wschodnia Australia
- Cracticus torquatus cinereus Gould, 1837 – Tasmania

Dwa podgatunki zaliczane niegdyś do Cracticus torquatus – argenteus i colletti – wydzielono do odrębnego gatunku o nazwie srokacz jasnogrzbiety (Cracticus argenteus).

## Charakterystyka
Mierzy około 24–30 cm, waży około 100 g. Samice są nieco mniejsze niż samce. Dorosły osobnik jest czarno-szaro-biały. Tęczówki oka brązowe. Czarna jest cała głowa, sterówki oraz lotki. Lotki drugorzędowe mają białe obrzeżenie, a sterówki biały pasek końcowy. Dziób jest szary, od połowy czarny, na końcu hakowato zagięty. Grzbiet, kuper oraz pozostała część skrzydeł szare, przy brzegu pióra z białymi obrzeżeniami. Spód ciała, półobroża oraz pokrywy podogonowe czysto białe. Pazury mocne, czarne, nogi mają barwę szarą. U młodych ptaków czarne obszary upierzenia są oliwkowobrązowe.

## Występowanie
Srokacz szary występuje w Australii, włącznie z Tasmanią. Największy zasięg ma w południowej części kontynentu, nie występuje w jego północnej części, poza wschodnią częścią półwyspu Jork. Nie spotka się go także w centralnej części Terytorium Północnego, w centrum Wielkiej Pustyni Piaszczystej. Zasiedla różnorodne środowiska, w tym różne rodzaje lasów, sawanny, zarośla oraz tereny antropogenicznie zmienione: grunty uprawne, tereny wiejskie oraz miejskie.

## Zachowanie
Srokacze szare są mięsożerne. Odżywiają się małymi zwierzętami, włączając w to ptaki, jaszczurki oraz owady, a także ptasimi jajami. Czasami spożywają także owoce i nasiona. Nadziewają swoją zdobycz na ciernie i gałązki, podobnie jak dzierzby. Żerowanie odbywa się w parach lub małych grupach, na otwartej przestrzeni. Potrafi naśladować odgłosy innych ptaków.

## Lęgi
Jest ptakiem monogamicznym. Terytorium wynosi zwykle 8–40 ha. Okres lęgowy srokaczy szarych trwa w lipcu i sierpniu, drugi lęg w grudniu i styczniu. Buduje na drzewie, około 10 metrów nad ziemią, kuliste gniazdo z patyków i gałązek połączonych trawą. Jego budową zajmują się obydwoje rodzice przez około 4 tygodnie. Zwykle umieszczone jest ono na drzewie. Samica składa 3–5 kulistych jaj o wymiarach 31×23 mm. Są one zielonobrązowe, często z czerwonawym plamkowaniem. Przez 25 dni jaja wysiaduje jedynie samica, w tym czasie samiec broni terytorium. Po 28 dniach od wyklucia młode opuszczają gniazdo. Zostają z rodzicami, aby pomagać im w wyprowadzeniu następnego lęgu.

## Status
Międzynarodowa Unia Ochrony Przyrody (IUCN) uznaje srokacza szarego za gatunek najmniejszej troski (LC – least concern). Liczebność populacji nie została oszacowana, ale ptak ten opisywany jest jako pospolity. Trend liczebności populacji nie jest znany.